# Polo de Cinema e Vídeo Grande Otelo
O Polo de Cinema e Vídeo Grande Otelo foi um polo de cinema brasileiro, com sede em Sobradinho, no Distrito Federal.
Criado em 1991 em uma área de aproximadamente 14 mil hectares, foi batizado em homenagem ao ator brasileiro Grande Otelo, que também voltou a ser homenageado durante o 26º Festival de Brasília do Cinema Brasileiro, em 1993. Em seu espaço, foram realizadas mais de oitenta produções cinematográficas do Distrito Federal e região, tendo sido interrompidas em 2001 e reabertas em 2013 para a gravação do filme "O Outro Lado do Paraíso", considerada a maior produção já realizada no Distrito Federal.
Atualmente encontra-se desativado, sendo que em seu lugar está projetada a construção do Parque Audiovisual de Brasília, que foi anunciado em 2017. A área se tornou depósito de entulhos e lixo, sendo que em 2020 cerca de quatro mil toneladas de lixo ilegal foram retiradas.